# La terra, il mare, il cielo
La terra, il mare, il cielo è il quinto album del cantautore italiano Stefano Borgia, pubblicato nel 1992 per l'etichetta discografica Nuova Yep Record/Warner.

## Tracce
Testi e musiche di Stefano Borgia.
1. La terra, il mare, il cielo
2. Amore a rovescio
3. In uno scalpicciar di foglie
4. Anche questa è vita
5. Ballando questo tempo
6. Il pane dell'amore
7. E così sia
8. Nel ricordo caldo
9. C'è una strada dentro Roma

## Formazione
- Stefano Borgia – voce, basso
- Luca Trolli – batteria
- Mario Zannini Quirini – tastiera, pianoforte
- Marco Petriaggi – chitarra
- Antonio Giordano – programmazione
- Alina Di Mattia, Fabiana Fraioli, Laura Angeli – cori